# Melasina holodryas
Melasina holodryas är en fjärilsart som beskrevs av Edward Meyrick 1934. Melasina holodryas ingår i släktet Melasina och familjen säckspinnare. Inga underarter finns listade i Catalogue of Life.